# ムハマド・カリド・ジャムルス
ムハマド・カリド・ジャムルス（マレー語: Muhamad Khalid Jamlus、1977年2月23日 - ）は、マレーシアのサッカー選手。元マレーシア代表。ポジションはFW。2002年にはマレーシア・スーパーリーグの得点王に輝き、また同年アイントラハト・フランクフルトのトライアルに参加した選手である。

## クラブ歴
ペラFAのプレジデンツカップチームに所属し、そこからオリンピック2000に選抜された。オリンピック2000が解散するとペラFAに戻った。ペラFAでの初シーズンからサポーターを沸き立たせた他方で、その運動量に疑念を呈されることもあった。その中で2002年にはマレーシア・スーパーリーグの得点王となり、また同年にアイントラハト・フランクフルトのトライアルに参加した。2004年12月にセランゴールFAに移籍した。
2006年にペラFAに復帰した。この時はギニアのマンジョウ・ケイタとコンビを組み、36得点のうちの15得点をこの連係から作り出した。彼の働きは最優秀ストライカー賞の牽引者となった。2008シーズンにマンジョウ・ケイタがクラブを去ると、チリのカルロス・アルトゥロ・カケレスと連係するようになった。
2009シーズンにはアハマド・アズラン・ザイナルと共にケランタンFAに移籍。2010シーズンにはATM FAに移籍した。2011シーズンにケランタンFAに復帰したものの芳しい結果は出せず、2012シーズンにPDRM FAに移籍、2013年末まで所属した。

## 代表歴
1997年に代表初出場。2001年にはカマルルザマン・ハッサン、アズミン・アズラム・アブドゥル・アジズと共に、夜遅くにディスコに行っていたため、2002 FIFAワールドカップ・アジア予選のカタール代表、パレスチナ代表、香港代表との試合に臨む代表から3人揃って落選した。
マレーシア代表史上有数のターゲットマンとして考えられており、代表監督を務め2004 タイガーカップに彼を招集したビチケイ・ベルタランも彼をこのように捉えていた。同大会の準決勝、タイ代表戦では2得点を挙げ、2-1の勝利に貢献した。